# Sporomusa ovata
Sporomusa ovata è una specie di batterio appartenente alla famiglia delle Acidaminococcaceae.